# Protocole épistolaire
 (mars 2020).
Un protocole épistolaire est un élément formel de la correspondance professionnelle qui répond à des normes de présentation et de rédaction pour lettres et courriels. Lors de la rédaction d’un courriel, le rédacteur doit[réf. nécessaire] veiller à respecter le protocole épistolaire et les règles de la nétiquette.

## Forme
On distingue les éléments constitutifs d'un protocole épistolaire :

### L’en-tête/réclame
Un en-tête est composé des éléments suivants : le logo, la raison sociale, l'adresse postale (c'est-à-dire le numéro, la voie, la ville, la province le cas échéant, et le code postal), les numéros de téléphone et de télécopieur, et finalement l'adresse électronique de l'expéditeur.
L'indication en tête d'une lettre du nom et du titre du destinataire peut également être placée en bas à gauche.

### Ladate
- La date est en général placée sur la troisième ou quatrième ligne sous l'en-tête.
- Elle peut être précédée du lieu de départ, si celui-ci n'est pas indiqué dans l'en-tête ; il est alors suivi d'une virgule et de l'article « le ».
- Les abréviations ne sont pas admises.
- La date s'écrit sans ponctuation finale.

### La vedette
- La vedette est en général placée sur la cinquième ligne sous la date. Elle correspond aux coordonnées du destinataire.
- Il faut respecter le nom du destinataire, son titre, le service auquel il appartient, le nom de l'entreprise et l'adresse postale.
- Les points cardinaux s'écrivent après le nom de la rue et ne s'abrègent pas.
- Les noms de villes ne s'abrègent pas.
- On ne met aucune ponctuation en fin de ligne, sauf un éventuel point abréviatif (« inc. », par exemple).

### L’appel
L'appel est le titre officiel du destinataire, utilisé au début de la phrase pour « interpeller » la personne à qui l'on s'adresse. L'appel figure généralement « en vedette » (c'est-à-dire au-dessus du corps d'une lettre); il n'est « en ligne » que dans certaines
communications de chef d'État à chef d'État. L'appel est la formule qui, en règle générale, est utilisée pour s'adresser de vive voix à son correspondant.
- L'appel se place à gauche, deux ou trois lignes sous la vedette. Comme en France, le nom propre ne figure pas dans l'appel. Le titre professionnel du destinataire peut remplacer le titre de civilité ou s'y joindre (Madame la Directrice).
- L'adjectif « cher/chère » est à éviter, à moins que le destinataire de la lettre soit un ami.
- La formule Mesdames, Messieurs, est utilisée lorsqu'on écrit à une entreprise ou une organisation et non à une personne en particulier.

### Le traitement
Le traitement est la manière dont on « traite », dans le corps d'une lettre, la personne à qui l'on s'adresse (deuxième personne du singulier ou deuxième personne du pluriel, sauf cas particuliers).

### La formule de salutation/courtoisie
La courtoisie est une formule de politesse qui conclut une lettre.
- La formule de salutation doit former un paragraphe séparé.
- La salutation peut être impérative (Recevez, Agréez, etc.) ou personnelle (Je vous prie de...).
- Quand la formule est précédée d'une proposition circonstancielle (Dans l'attente de..., En espérant que..., etc.), seule la formule personnelle peut être utilisée.
- La formule de politesse reprend toujours, entre virgules, l'appel.
- Le choix parmi les formules de politesse dépend des rapports personnels et hiérarchiques entre les correspondants.

### Lasignature/souscription
La souscription est l'indication du nom et du titre du signataire.
- Le nom est tapé au-dessous de la signature manuscrite.
- Si le signataire occupe un poste de direction ou une fonction unique, son titre s'écrit au-dessus de la signature ; il est précédé de l'article défini (le, la, l') et suivi d'une virgule. Dans les autres cas, la fonction du signataire est inscrite à la suite du nom dactylographié.
- Lorsqu'une personne signe au nom de son supérieur, elle doit commencer le bloc signature par la préposition « Pour ». S'il y a véritable délégation de pouvoir, on fait précéder le nom dactylographié de l'indication « p.p. » (par procuration).

### Lesmentions
- Les initiales d'identification sont placées contre la marge de gauche, à quelques interlignes sous la signature.
- La mention « pièce jointe » (p.j.) est placée à gauche, sous les initiales d'identification. On y ajoute le détail des documents que l'on annexe, ou leur nombre.
- La mention « copie conforme » (c.c.) se place à gauche, sous la mention des pièces jointes, et est suivie du nom de la personne ou des personnes en question.
- La mention « post-scriptum » (P.-S.) permet d'attirer l'attention du lecteur sur une information importante. La note doit être brève et ne doit pas servir à corriger un oubli.

### Lasuscription
La suscription est le texte qui reproduit celui de la réclame sur l'enveloppe.